# Supercoppa di Lega di Prima Divisione 2009
La Supercoppa di Lega di Prima Divisione 2009 è stata la 10ª edizione della Supercoppa di Serie C. Nel torneo si affrontano le vincitrici dei due gironi della Lega Pro Prima Divisione 2008-2009. L'edizione venne vinta dal Gallipoli per la prima volta nella sua storia.

## Squadre partecipanti
Le squadre partecipanti all'edizione 2009:
- Cesena Vincitrice girone A di Lega Pro Prima Divisione 2008-2009
- Gallipoli Vincitore girone B di Lega Pro Prima Divisione 2008-2009

## Formula
La formula prevede che le due squadre si affrontino in una gara di andata ed in una di ritorno, la vincitrice dell'edizione sarà quella che avrà segnato più gol in entrambe le gare. In caso di arrivo a pari reti, la vittoria dell'edizione verrà data alla squadra che ha segnato il maggior numero di gol in trasferta. In caso che anche i gol in trasferta segnati dalle compagini siano uguali, si procederà ai calci di rigore.

## Incontri
| Gallipoli 24 maggio 2009 Andata | Gallipoli        | 0 – 0 referto | Cesena | Stadio Antonio Bianco\| Arbitro: \| Carbone (Napoli) \| |
| Arbitro:                        | Carbone (Napoli) |               |        |                                                         |

| Arbitro: | Coccia (San Benedetto del Tronto) |

|                 |           |                                |
| Giaccherini 84’ | Marcatori | 7’ (aut.) Cusaro 86’ Buzzegoli |